# Anna Teresa di Savoia-Carignano
Anna Teresa di Savoia (Parigi, 1º novembre 1717 – Parigi, 5 aprile 1745) era una principessa sabauda nata a Parigi. Fu la seconda moglie di Charles de Rohan, principe di Soubise, maresciallo di Francia e amico di Luigi XV.

## Biografia
Era figlia di Vittorio Amedeo I di Savoia-Carignano e di Maria Vittoria Francesca di Savoia, figlia illegittima del re Vittorio Amedeo II di Savoia e della sua amante Jeanne Baptiste d'Albert de Luynes.
Anna Teresa rappresentava dunque il frutto dell'unione tra due rami diversi della dinastia Savoia.
Anna crebbe a Parigi in quanto i suoi genitori dovettero fuggire dalla corte sabauda a causa di ingenti debiti contratti nello Stato di Sardegna. I suoi genitori arrivarono a Parigi durante la reggenza di Filippo d'Orléans per conto del giovane Luigi XV di Francia.
Fu Maria Vittoria ad interessarsi ai matrimoni dei suoi due figli superstiti: Luigi Vittorio sposò Cristina Enrichetta d'Assia-Rotenburg, sorella della regina di Sardegna; mentre Anna sarebbe andata in sposa ad un membro della famiglia Rohan, una delle più potenti e stravaganti famiglie francesi, Carlo di Rohan-Soubise.
Carlo era vedovo di Anne Marie Louise de La Tour d'Auvergne e pronipote di Maria Anna Mancini. La coppia si sposò nel castello di Rohan a Saverne il 5 dicembre 1741.
Anna Teresa morì di parto all'Hôtel de Soubise. Nel dicembre 1745, il marito si sposò di nuovo; questa volta con la Langravia Anna Vittoria d'Assia-Rotenburg.

## Discendenza
| Nome                                                    | Ritratto | Morte                                | Note |  |
| ------------------------------------------------------- | -------- | ------------------------------------ | --- |  |
| Victoire Armande Josèphe de Rohan Duchessa di Montbazon |          | 28 dicembre 1743 – 20 settembre 1807 | Nacque allì Hôtel de Soubise; sposò Henri de Rohan, Duca di Montbazon ed ebbe figli; fu la governante di Madame Royale e di Monsieur le Dauphin, figli di Luigi XVI e Maria Antonietta; |  |

## Titoli e trattamento
- 1º novembre 1717 – 6 novembre 1741: Sua Altezza, la principessa Anna Teresa di Savoia
- 6 novembre 1741 – 5 aprile 1745: Sua Altezza, la Principessa di Soubise

## Ascendenza
|                                        |                             |                                           | Genitori                       |  |  | Nonni |  |  | Bisnonni                              |  |  | Trisnonni                  |  |
|                                        |                             |                                           |                                |  |  |       |  |  | Tommaso Francesco di Savoia-Carignano |  |  | Carlo Emanuele I di Savoia |  |
|                                        |                             |                                           |                                |  |  |       |  |  | Tommaso Francesco di Savoia-Carignano |  |  | Carlo Emanuele I di Savoia |  |
|                                        |                             | Caterina Michela d'Asburgo                |                                |  |  |       |  |  | Tommaso Francesco di Savoia-Carignano |  |  |                            |  |
| Emanuele Filiberto di Savoia-Carignano |                             |                                           |                                |  |  |       |  |  | Tommaso Francesco di Savoia-Carignano |  |  |                            |  |
|                                        |                             | Maria di Borbone-Soissons                 | Carlo di Borbone-Soissons      |  |  |       |  |  |                                       |  |  |                            |  |
|                                        |                             | Maria di Borbone-Soissons                 | Carlo di Borbone-Soissons      |  |  |       |  |  |                                       |  |  |                            |  |
|                                        |                             | Maria di Borbone-Soissons                 | Anna di Montafià               |  |  |       |  |  |                                       |  |  |                            |  |
| Vittorio Amedeo I di Savoia-Carignano  |                             | Maria di Borbone-Soissons                 |                                |  |  |       |  |  |                                       |  |  |                            |  |
|                                        |                             | Borso d'Este                              | Cesare d'Este                  |  |  |       |  |  |                                       |  |  |                            |  |
|                                        |                             | Borso d'Este                              | Cesare d'Este                  |  |  |       |  |  |                                       |  |  |                            |  |
|                                        |                             | Borso d'Este                              | Virginia de' Medici            |  |  |       |  |  |                                       |  |  |                            |  |
| Maria Caterina d'Este                  |                             | Borso d'Este                              |                                |  |  |       |  |  |                                       |  |  |                            |  |
|                                        |                             | Ippolita d'Este                           | Luigi I d'Este                 |  |  |       |  |  |                                       |  |  |                            |  |
|                                        |                             | Ippolita d'Este                           | Luigi I d'Este                 |  |  |       |  |  |                                       |  |  |                            |  |
|                                        |                             | Ippolita d'Este                           | Violante Segni                 |  |  |       |  |  |                                       |  |  |                            |  |
| Anna Teresa di Savoia-Carignano        |                             | Ippolita d'Este                           |                                |  |  |       |  |  |                                       |  |  |                            |  |
|                                        | Carlo Emanuele II di Savoia | Vittorio Amedeo I di Savoia               |                                |  |  |       |  |  |                                       |  |  |                            |  |
|                                        | Carlo Emanuele II di Savoia | Vittorio Amedeo I di Savoia               |                                |  |  |       |  |  |                                       |  |  |                            |  |
|                                        | Carlo Emanuele II di Savoia | Cristina di Borbone-Francia               |                                |  |  |       |  |  |                                       |  |  |                            |  |
| Vittorio Amedeo II di Savoia           | Carlo Emanuele II di Savoia |                                           |                                |  |  |       |  |  |                                       |  |  |                            |  |
|                                        |                             | Maria Giovanna Battista di Savoia-Nemours | Carlo Amedeo di Savoia-Nemours |  |  |       |  |  |                                       |  |  |                            |  |
|                                        |                             | Maria Giovanna Battista di Savoia-Nemours | Carlo Amedeo di Savoia-Nemours |  |  |       |  |  |                                       |  |  |                            |  |
|                                        |                             | Maria Giovanna Battista di Savoia-Nemours | Elisabetta di Borbone-Vendôme  |  |  |       |  |  |                                       |  |  |                            |  |
| Maria Vittoria Francesca di Savoia     |                             | Maria Giovanna Battista di Savoia-Nemours |                                |  |  |       |  |  |                                       |  |  |                            |  |
|                                        |                             | Louis Charles d'Albert de Luynes          | Carlo d'Albert                 |  |  |       |  |  |                                       |  |  |                            |  |
|                                        |                             | Louis Charles d'Albert de Luynes          | Carlo d'Albert                 |  |  |       |  |  |                                       |  |  |                            |  |
|                                        |                             | Louis Charles d'Albert de Luynes          | Marie de Rohan-Montbazon       |  |  |       |  |  |                                       |  |  |                            |  |
| Giovanna Battista d'Albert de Luynes   |                             | Louis Charles d'Albert de Luynes          |                                |  |  |       |  |  |                                       |  |  |                            |  |
|                                        |                             | Anne de Rohan                             | Hercule de Rohan               |  |  |       |  |  |                                       |  |  |                            |  |
|                                        |                             | Anne de Rohan                             | Hercule de Rohan               |  |  |       |  |  |                                       |  |  |                            |  |
|                                        |                             | Anne de Rohan                             | Marie de Bretagne d'Avaugour   |  |  |       |  |  |                                       |  |  |                            |  |
|                                        |                             | Anne de Rohan                             |                                |  |  |       |  |  |                                       |  |  |                            |  |